# Aritmetisk följd
En aritmetisk följd är en talföljd som är sådan att differensen mellan två intilliggande element är konstant. Om följden summeras erhålls en aritmetisk summa.

## Allmänna regeln för alla aritmetiska talföljder
För att beräkna det n:te elementet i talföljden kan man använda följande samband mellan
det n:te elementet ( an ) och
det första elementet ( a1  ) samt
differensen ( d ) mellan två intilliggande element, dvs mellan två på varandra följande tal. 
{\displaystyle a_{n}=a_{1}+d\cdot (n-1)\,}

## Exempel på en aritmetisk talföljd
{\displaystyle \left\langle 3,5,7,9,11,13,15\ldots \right\rangle }
Differensen mellan två intilliggande element är konstant, lika med 2: 
{\displaystyle 5-3=2,\quad 7-5=2,\quad 9-7=2,\quad 11-9=2,\quad 13-11=2} och så vidare.

Med hjälp av den allmänna regeln för alla aritmetiska talföljder kan vi nu beskriva vår egen talföljd. 
Vi har talföljden:
{\displaystyle \left\langle 3,5,7,9,11,13,15\ldots \right\rangle }

1) Först ska vi ta reda på vad det första elementet är, även kallat starttalet.
Vi ser att starttalet är 3.
2) Sedan ska vi ta reda på vad differensen är.
Vi räknar ut att differensen mellan två intilliggande tal hela tiden är 2.
3) Nu kan vi beskriva vår egen talföljd med hjälp av 
den allmänna regeln för alla aritmetiska talföljder.
Den aritmetiska talföljden 
{\displaystyle \left\langle 3,5,7,9,11,13,15\ldots \right\rangle }

beskriven med hjälp av den allmänna regeln för alla aritmetiska talföljder ser ut så här:
{\displaystyle a_{n}=3+2\cdot (n-1)\,}

## Aritmetisk summa
Inom matematik är en aritmetisk summa en summa där avståndet mellan intilliggande termer är detsamma; jämför med en geometrisk summa där förhållandet mellan intilliggande termer är detsamma.
Summan av termerna i en aritmetisk summa är lika med antalet termer multiplicerat med medelvärdet av termerna:
{\displaystyle S_{n}\,=n{\frac {x_{1}+x_{n}}{2}}.}

### Exempel
Studera den aritmetiska summan 
{\displaystyle x_{1}+x_{2}+x_{3}+x_{4}+x_{5},\,}
där avståndet mellan intilliggande termer är 
{\displaystyle x_{2}-x_{1}=x_{3}-x_{2}=x_{4}-x_{3}=x_{5}-x_{4}\,=a.}
Detta innebär att vi kan skriva exempelvis termen {\displaystyle x_{5}} på följande sätt:
{\displaystyle x_{5}\,=a+x_{4}=a+a+x_{3}=a+a+a+x_{2}=a+a+a+a+x_{1}=4a+x_{1}.}
På samma sätt kan de övriga termerna i den aritmetiska summan skrivas:
{\displaystyle x_{1}+x_{2}+x_{3}+x_{4}+x_{5}\,=x_{1}+(a+x_{1})+(2a+x_{1})+(3a+x_{1})+(4a+x_{1})=5x_{1}+a(1+2+3+4).}
För att beräkna denna summa räcker det om vi kan beräkna följande speciella aritmetiska summa:
{\displaystyle 1+2+3+4.\,}
Beteckna denna summa med symbolen {\displaystyle S_{4}} (en summa bestående av fyra termer):
{\displaystyle S_{4}\,=1+2+3+4.}
Hur stor är denna summa? Vi skriver summan baklänges:
{\displaystyle S_{4}^{bak}=4+3+2+1.}
Sedan adderar vi detta till {\displaystyle S_{4}}:
{\displaystyle S_{4}+S_{4}^{bak}\,=(1+2+3+4)+(4+3+2+1)=(1+4)+(2+3)+(3+2)+(4+1)=5+5+5+5.}
Eftersom {\displaystyle S_{4}=S_{4}^{bak},} ser vi att {\displaystyle 2S_{4}=4\cdot 5.}
Den sökta summan {\displaystyle 1+2+3+4} är därför:
{\displaystyle S_{4}\,={\frac {4\cdot 5}{2}}.}
Av detta drar vi slutsatsen att den ursprungliga aritmetiska summan är:
{\displaystyle x_{1}+x_{2}+x_{3}+x_{4}+x_{5}=5x_{1}+a\cdot {\frac {4\cdot 5}{2}}.}

## Den allmänna aritmetiska summan
Den allmänna aritmetiska summan består av {\displaystyle n} stycken termer:
{\displaystyle x_{1}+x_{2}+\cdots +x_{n-1}+x_{n}.\,}
Vi kan beräkna denna genom att använda den ovan beräknade aritmetiska summan med fem termer och ersätta talen 5 med n och 4 med n-1:
{\displaystyle x_{1}+x_{2}+\cdots +x_{n-1}+x_{n}=nx_{1}+a\cdot {\frac {(n-1)\cdot n}{2}}.}
Ett alternativt sätt att uttrycka denna summa på kan vi få genom att notera att: 
{\displaystyle x_{n}\,=x_{1}+(n-1)a.} (Jämför med den tidigare beräkningen av {\displaystyle x_{5}=x_{1}+4a.})
Detta låter oss skriva den aritmetiska summan som:
{\displaystyle x_{1}+\cdots +x_{n}=nx_{1}+{\frac {n(x_{n}-x_{1})}{2}}={\frac {2nx_{1}+nx_{n}-nx_{1}}{2}}={\frac {n(x_{n}+x_{1})}{2}}.}
Den allmänna formeln för en aritmetisk summa bestående av n stycken termer är:
{\displaystyle x_{1}+\cdots +x_{n}=n\cdot {\frac {x_{1}+x_{n}}{2}}.}
En intressant sak att notera är att vi får samma formel om vi ersätter varje term med medelvärdet av talen {\displaystyle x_{1}} och {\displaystyle x_{n}}: 
{\displaystyle {\frac {x_{1}+x_{n}}{2}}+\cdots +{\frac {x_{1}+x_{n}}{2}}=n\cdot {\frac {x_{1}+x_{n}}{2}}.} (n stycken termer)

### Exempel
Vi kan beräkna den aritmetiska summan {\displaystyle 1+2+3+4+5} för hand: Den är lika med talet 15. Enligt den allmänna formeln ovan skall summan vara lika med antalet termer (n=5), multiplicerat med medelvärdet av den första termen ({\displaystyle x_{1}=1}) och den sista termen ({\displaystyle x_{5}=5}):
{\displaystyle 1+2+3+4+5=5\cdot {\frac {1+5}{2}}=5\cdot 3=15.}
Detta stämmer överens med beräkningen som vi gjorde för hand.
Den allmänna formeln är användbar då vi har väldigt många termer att addera: Det tar väldigt lång tid att beräkna summan {\displaystyle 1+2+3+\cdots +99+100} av de hundra första positiva heltalen för hand, men med hjälp av formeln för den allmänna aritmetiska summan klarar vi det på några sekunder:
{\displaystyle 1+2+\cdots +99+100=100\cdot {\frac {1+100}{2}}=100\cdot 50,5=5050.}
Det finns en sägen inom matematikhistorien rörande just denna summa: Det berättas att matematikernas konung, Carl Friedrich Gauss, räknade ut denna summa -- med den metod som vi har använt -- när han gick i första klass. Hans lärare gav eleverna i uppgift att beräkna summan och förberedde sig på en lång paus, när lille Gauss efter några minuter traskade fram till katedern med sin griffeltavla där han hade skrivit svaret 5050. När lektionen var slut, visade det sig att det bara var Gauss som hade fått rätt svar. 
Gauss skrev summan 
1 + 2 + ... + 99 + 100
på sin griffeltavla och under den skrev han den igen, fast från 100 till 1: 
100 + 99 + ... + 2 + 1.
Sedan summerade han varje kolumn och upptäckte att de alla blev 101: 
1+100, 2+99, ...,99+2, 100+1.
Det finns 100 stycken sådana tal, så deras summa är {\displaystyle 100\cdot 101=10100.} Sedan kom han ihåg att han hade tagit med summan 1 + 2 + ... + 99 + 100 två gånger, så vad han egentligen hade beräknat var {\displaystyle 2\cdot (1+2+...+99+100)=10100.} Den sökta summan måste därför vara hälften av 10100, det vill säga talet 5050.

## Primtal i aritmetiska följder
Antag att a och b är relativt prima positiva heltal. Då innehåller den aritmetiska följden {\displaystyle an+b,n=1,2,3...} oändligt många primtal. Denna sats kallas på engelska för Dirichlet's Theorem on Primes in Arithmetic Progressions. 